# 車臣對俄烏戰爭的參與

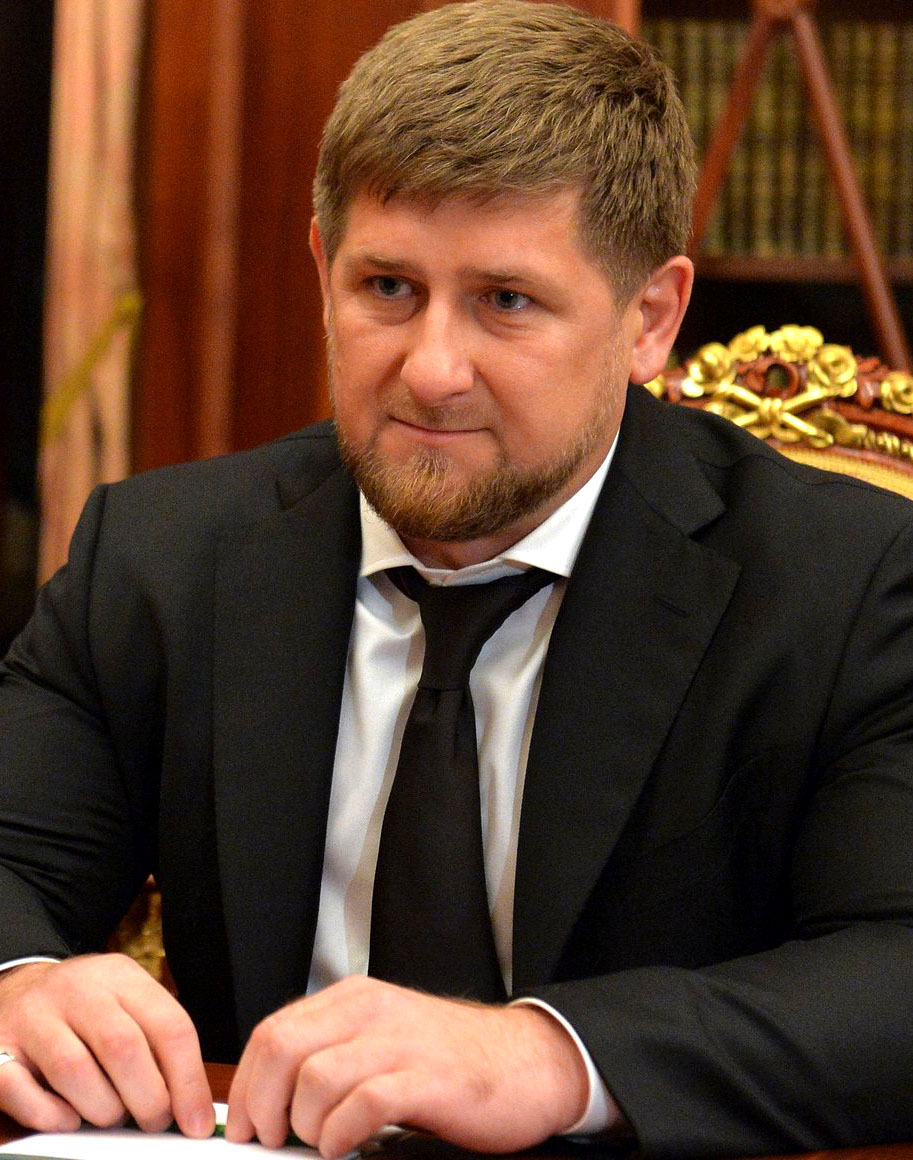
車臣首腦拉姆贊·卡德羅夫指揮卡德羅夫軍參與2022年俄羅斯侵略烏克蘭的戰爭

車臣共和國（俄罗斯占领的车臣地区由拉姆贊·卡德罗夫为首的政权）与反对卡德羅夫和俄罗斯的伊奇克里亚车臣共和国（流亡政权）的武裝部隊參與了俄烏戰爭。
据俄方称，由俄羅斯治下由車臣共和國當地人組成的特殊用途營正式擁有約700名成員。據俄羅斯國營通訊社《今日車臣》報導指，總共約有12000名車臣士兵被派往烏克蘭。車臣共和國首腦卡德羅夫表示還有70000名士兵準備參與俄羅斯全面入侵烏克蘭，他們將在前線最困難和最危險的地區開展行動。
而据伊奇克里亞車臣共和國流亡政府总理艾哈迈德·扎卡耶夫表示，该国目前有包括焦哈爾·杜達耶夫營和謝赫曼蘇爾營在内的五个志愿者营在烏俄戰爭中参与对抗俄罗斯联邦的军事行动。
2022年10月18日，乌克兰最高拉达以287對0的票数表决通过承认伊奇克里亞車臣共和國是一个被俄国暂时占领的主权国家。此前，俄罗斯联邦出兵入侵乌克兰建立了数个傀儡政权，并于2014年至2022年间自称经公投通过，将大片国际承认的乌克兰领土并入俄国建制。

## 參戰過程
車臣的軍事隊伍在2022年1月中旬抵達俄烏邊境，駐紮在北高加索地區的第58和第49合成集團軍大部分都參與了部隊的準備工作。駐紮在車臣的俄羅斯國民警衛隊第46獨立作戰旅的士兵從白俄羅斯被派往烏克蘭境內。卡德羅夫聲稱其非軍事部署，而是志願者的自願行動。俄羅斯國營通訊社《今日車臣》發佈一大群車臣軍人在叢林中進行穆斯林祈禱的片段，其中可以看到一位長相酷似南方營營長侯賽因·梅日多夫（Хусейн Межидов）的男子。影片中有卡德羅夫語音評論：「如果真主願意，我們將在幾分鐘內到達那裡。」但根據由網路組織《高加索結》對當地車臣人的民意調查，車臣人對準軍事部隊派往烏克蘭行動的反應消極。
2022年2月26日，卡德羅夫在Telegram發布影片，顯示車臣的特種部隊佔領了烏克蘭首都基輔附近的一個軍事單位，將一面印有其父親艾哈邁德·卡德羅夫（老卡德羅夫）形象的車臣共和國國旗掛上，該軍事單位鄰近安東諾夫機場，正式宣示車臣共和國介入俄烏戰爭。同日由國民警衛隊第141卡德羅夫特種機動團指揮官穆罕默德·圖沙耶夫帶領的特種部隊進攻安東諾夫機場，與烏克蘭阿爾法特種部隊戰鬥。而圖沙耶夫在此戰中陣亡，入侵安托諾夫機場的車臣特種部隊被烏方特種部隊殲滅或俘虜。但卡德羅夫其後在Instagram賬戶發布了一段自己在電話中與據稱是圖沙耶夫的人交談的影片，間接否認圖沙耶夫已死的消息，卡德羅夫的Instagram賬戶同日被Instagram封鎖。
2022年2月27日，格羅茲尼電視頻道發布了另一組車臣部隊由毗鄰烏白邊境的切爾諾貝爾進攻基輔的片段。影片顯示至少有13輛車，包括裝甲運兵車、步兵戰車和虎式裝甲車，由車臣共和國國民警衛隊聯邦服務部第一副部長丹尼爾·馬丁諾夫（Даниил Мартынов）帶領。
2022年3月1日，卡德羅夫承認有2名車臣安全官員在戰爭中陣亡，另有6人受傷。報導指，車臣安全部隊的高層人員全部都參與了入侵烏克蘭的戰爭，車臣軍隊包括由車臣共和國國民警衛隊部門負責人夏里普·傑利姆哈諾夫（Шарип Делимханов）、特別用途機動單位支隊負責人安佐爾·比薩耶夫（Анзор Бисаев）、南方營營長侯賽因·梅日多夫等指揮官指揮，而俄羅斯特種部隊大學則負責保衛指揮官安全。而卡德羅夫的長子阿赫馬特·卡德羅夫（Ахмат Кадыров）儘管未成年，也在其Instagram表示他和他的兄弟已經準備好，如有必要可以參加俄羅斯軍隊入侵烏克蘭的戰爭。
2022年3月7日，卡德羅夫在其社交網絡上發布車臣安全部隊已經到達距離基輔50公里的地點，而先頭部隊已推進而距離基輔20公里的市鎮巴賓齊。2022年3月11日，卡德羅夫承認越來越多車臣軍事人員陣亡，但沒有提及他們的名字。他在Telegram頻道上發布了近50名烏克蘭軍人的信息，宣稱是烏克蘭國家安全局以「一分錢」的價格出售，並已經將名單交給了在烏克蘭的南方營指揮官侯賽因·梅日多夫。
2022年3月14日，卡德羅夫在Telegram發佈一段他穿上軍服，與車臣軍事人員在室內討論的影片，房間牆上掛有一面印有老卡德羅夫形象的車臣共和國國旗。據卡德羅夫稱他已抵達位於基輔西北郊的城市霍斯托梅尔。不過3月16日《烏克蘭真理報》稱成功假裝是《俄羅斯新聞社》對卡德羅夫的電話號碼發送短訊，誘騙他點擊短訊所包含的連接來套取其IP地址，證實了其電話依然是位處車臣首都格羅茲尼而非烏克蘭。
2022年4月5日，卡德羅夫在Telegram發佈一段聲稱在馬里烏波爾捕獲267名烏克蘭第503海軍陸戰營士兵的影片，但前美國海豹部隊隊員查克·費爾在推特發文指，片段中投降士兵的制服過於乾淨，而且他們大部分沒有明顯傷痕，頭戴的帽子不是綠色貝雷帽，襯衫也不是黑白橫間款色。

### 卡德羅夫針對戰事的發言
2022年2月25日，卡德羅夫聲稱車臣參與俄烏戰爭的動機是為了報復烏克蘭與伊奇克里亞車臣共和國合謀參加第一次和第二次車臣戰爭。他在Instagram直播中建議烏克蘭總統弗拉基米爾·澤連斯基在「為時已晚」之前向俄羅斯總統弗拉基米爾·普京道歉，並表示如果他是俄羅斯總統，早就進攻烏克蘭。事後卡德羅夫在Telegram解釋需要「進攻烏克蘭」言論不是以車臣共和國首腦的名義發出，而是以個人身份表達了自己的觀點。
2022年2月27日，卡德羅夫批評俄羅斯軍隊的推進太慢，應該忽視烏克蘭平民損失。他表示在戰爭中，軍人應該殺戮和破壞，除此之外沒有其他辦法。
2022年2月28日，面對制裁，卡德羅夫要求英國首相鮑里斯·強森、歐盟委員會主席烏爾蘇拉·馮德萊恩等人在「2月31日」前解除制裁，否則俄羅斯應該實施對等制裁，不承認存在的英國茶文化、凍結約翰遜在車臣銀行的所有盧布資產、對英國寡頭在阿奇霍伊-馬爾坦區所有資產實施禁運之類。
2022年3月3日，卡德羅夫宣布50萬美元獎勵懸賞「烏克蘭民族主義指揮官和負責人」，尤其是亞速營和焦哈爾·杜達耶夫營部隊的戰士。他表示不是作為一名官員，而是作為一名代表俄羅斯愛國者的志願者說這句話。卡德羅夫向俄羅斯總統普京請願，批評俄羅斯軍隊進展太慢，對當地居民和烏克蘭士兵的態度軟弱，說軍隊「無緣無故」地死去，應允許車臣軍隊襲擊基輔和烏克蘭其他城市。卡德羅夫也準備親自與烏克蘭總統澤連斯基會談，並建議澤連斯基放棄職位，讓烏克蘭前親俄總統維克托·亞努科維奇復辟，就可以解決問題，如拒絕就會跟前格魯吉亞總統米哈伊爾·薩卡什維利一樣結局。

## 車臣戰爭與俄烏戰爭的類比
有多個組織和媒體評論員將俄烏戰爭與車臣－俄羅斯衝突特別是1994年的格羅茲尼戰役進行了比較。2022年3月7日，監察俄羅斯人權狀況的組織紀念的總監指兩者的相同之處是普京都是以反恐行動為名義對車臣和烏克蘭出兵，並拒絕使用「戰爭」的字眼。《半島電視台》的分析文章寫道：
儘管從表面看來普京似乎是想重演俄羅斯2014年侵吞克里米亞和2008年入侵格魯吉亞的成功經驗，但與之相比這次侵攻烏克蘭的行動更讓我們聯想到1994年俄軍進攻車臣，這次戰役中俄方未能杖其戰力優勢取下北高加索地區... 1994年12月俄方首腦一開始也是構思在空軍空襲的支援下突襲車臣首都格羅茲尼，但車臣部隊對俄方的攻勢早有準備導致俄軍的慘烈失敗。